# Port de Lohusalu
Le port de Lohusalu (estonien : Lohusalu sadam, code EE LSL)  est un port à Lohusalu en Estonie,.

## Présentation
Le port de Lohusalu est situé sur la rive ouest de la baie de Lohusalu (et), sur la côte est de la péninsule de Lohusalu (et).
Le territoire du port s'étend sur 29 800 m2 de terre et 67 000 m2 d'eau.
Le port dispose de 7 quais d'une longueur totale de 339 m. 
La plus grande profondeur à quai est de 2,5 m.
Pour accéder aux services du port, un bateau doit avoir une longueur maximale de 20 m, une largeur maximale de 5 m et un tirant d'eau maximum de 2 m.
Le bâtiment portuaire Lohusalu, conçu par l'architecte Jaak Huimerind et achevé en 1995, est situé dans le port.

## Galerie

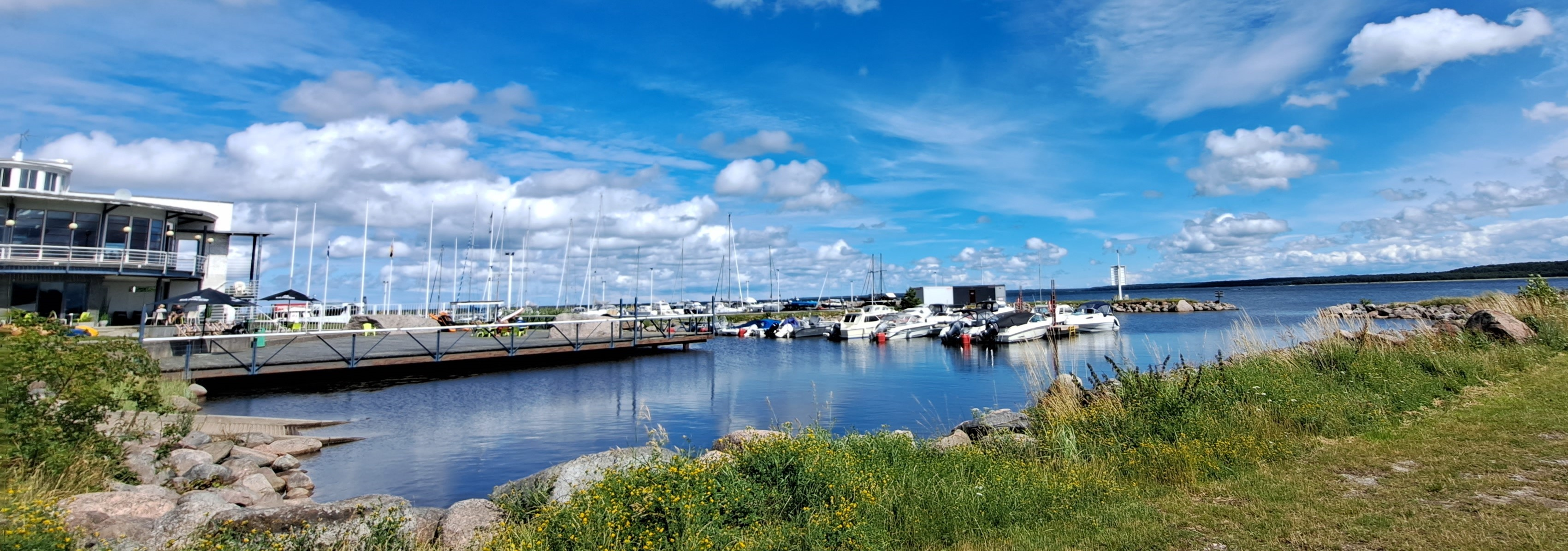